# فرد مان
فرد مان (بالإنجليزية: Fred Mann)‏ هو لاعب كرة قاعدة أمريكي، ولد في 1 أبريل 1858 في ساتون في الولايات المتحدة، وتوفي في 6 أبريل 1916 في سبرينغفيلد في الولايات المتحدة.

## وصلات خارجية
- فرد مان على موقعبيزبول رفرنس.كوم (الدوري الرئيسي) (الإنجليزية)
- فرد مان على موقعبيزبول رفرنس.كوم (الدوري الثانوي) (الإنجليزية)
- فرد مان على موقع جمعية أبحاث البيسبول الأمريكية (الإنجليزية)